# Stephanopis longimana
Stephanopis longimana là một loài nhện trong họ Thomisidae.
Loài này thuộc chi Stephanopis. Stephanopis longimana được Tord Tamerlan Teodor Thorell miêu tả năm 1881.